# روبرت تروجولو
روبرت تروجولو (بالإنجليزية: Robert Trogolo)‏ مواليد 15 يونيو 1953 في جوهانسبرغ، جنوب أفريقيا، هو لاعب كرة مضرب جنوب أفريقي سابق وكان يلعب باليد اليمنى. أعلى تصنيف له في الفردي كان المركز الـ 126 في سنة 1979.

## النهائيات

### الزوجي: (3)
| الرقم | السنة | الدورة                                  | الأرضية | الشريك    | المنافس في النهائي        | النتيجة في النهائي |
| ----- | ----- | --------------------------------------- | ------- | --------- | ------------------------- | ------------------ |
| 1.    | 1979  | غرين باي الولايات المتحدة               | صلبة    | ساشي منون | توم ليونارد جيري فان لينج | 7–5, 6–4           |
| 2.    | 1979  | كونكورد (نيويورك) الولايات المتحدة      | صلبة    | ساشي منون | جون كريس لويس بروس نيكولز | 7–6(9–7), 6–4      |
| 3.    | 1979  | سان دييغو (كاليفورنيا) الولايات المتحدة | صلبة    | ساشي منون | رود فراولي راسيل سيمبسون  | 7–6, 6–1           |

## روابط خارجية
- روبرت تروجولو على موقع رابطة محترفي التنس (الإنجليزية)
- روبرت تروجولو على موقع الاتحاد الدولي لكرة المضرب (الإنجليزية)
- روبرت تروجولو على موقع خلاصة التنس.كوم (الإنجليزية)